# Mwendo (Gashora)
Mwendo ist eine von fünf Zellen (Verwaltungseinheiten 4. Ebene) im Sektor Gashora des Distrikts Bugesera in der Ostprovinz von Ruanda.

## Geographie
Mwendo liegt auf einer Höhe von etwa 1340 m. Nachbarzellen sind im Nordosten Kabuye, im Osten Nkanga, im Südosten Batima, im Süden Nemba, im Westen Ramiro und im Nordwesten Biryogo. Mwendo liegt im Osten am Kilimbi- und Gaharwa-See. Am Südwestufer des Kilimbi-Sees befindet sich seit 2022 das Rwanda Institute for Conservation Agriculture mit einer Fläche von 1375 Hektar. Östlich befinden sich die Nyabarongo-Feuchtgebiete (Nyabarongo wetlands), die von BirdLife International als Important Bird Area (IBA), d. h. als potentielles Vogelschutzgebiet, gelistet werden. Die Nyabarongo-Feuchtgebiete werden aufgrund des wachsenden Bedarfs an Landwirtschaftsflächen als gefährdet eingestuft.